# Чечков, Юрий Александрович
Юрий Александрович Чечков (бел. Юрый Аляксандравіч Чачкоў; 30 марта 1944 года — 21 октября 1980 года) — советский деятель спецслужб, офицер спецподразделения «Каскад» КГБ СССР. В 1980 году погиб в ходе выполнения спецзадания в тылу противника в бою с афганскими моджахедами в период Афганской войны, посмертно награждён орденом Красного Знамени.

## Биография
Родился 30 марта 1944 года в Свердловске в рабочей семье.
С 1962 года после окончания Свердловского строительного техникума направлен в Енисейский район Красноярского края, где работал в качестве мастера механизированной колонны. С 1963 по 1965 год служил срочную военную службу в рядах Советской армии в одной из частей ПВО СССР. В 1965 году работал на свердловском заводе «Уралэлектротяжмаш» в качестве слесаря-сборщика. С 1965 по 1971 год обучался на кафедре английского языка факультета иностранных языков Свердловского государственного педагогического института.
В 1971 году направлен на службу в органы госбезопасности, служил в качестве оперуполномоченного города Серова УКГБ при СМ СССР по Свердловской области, с 1977 года — оперуполномоченный КГБ Белорусской ССР по Минской и Брестской областям. В 1980 году окончил Курсы усовершенствования офицерского состава КГБ СССР, где проходил подготовку к действиям в особый период в составе оперативно-боевых групп на территории или в глубоком тылу противника. После окончания курсов Чечков был зачислен в спецрезерв Первого главного управления КГБ СССР (внешняя разведка) для участия в зарубежных спецоперациях. В 1980 году в составе ОРБО «Каскад» КГБ СССР находился в трёхмесячной командировке в ДРА, был участником боевых и специальных операций, в одной из таких операций Чечков
спас роту, за что был награждён орденом Красной Звезды.
В сентябре 1980 года вновь направлен в Афганистан в составе оперативного отряда «Урал» ОРБО «Каскад» КГБ СССР, участник спецопераций в Кабуле и его пригородах. 20 октября 1980 года Ю. А. Чечков в составе оперативно-боевой группы, которая состояла из офицеров ОРБО «Каскад» КГБ СССР и ОСпН «Кобальт» МВД СССР, выполняла специальное задание в тылу противника по очистке от моджахедов окрестностей Кабула и операции по ликвидации бандформирования Ахмад Шах Масуда в районе местечка Шиваки. При следовании по маршруту у кишлака Шиваки в пригороде Кабула, оперативно-боевая группа в состав которой входил Ю. А. Чечков попала в засаду, устроенную моджахедами в ущелье у этого кишлака. В ходе неравного боя погиб Ю. А. Чеков и четыре офицера ОРБО «Каскад» КГБ СССР (А. А. Пунтус, В. П. Кузьмин, А. П. Гриболев и А. А. Петрунин), а так же два офицера ОСпН «Кобальт» МВД СССР (В. В. Юртов и П. В. Русаков), в живых остался только офицер ОСпН «Кобальт» МВД СССР М. И. Исаков (получивший звание Герой Советского Союза). В 1980 году Указом Президиума Верховного Совета СССР Ю. А. Чечков (посмертно) был награждён орденом Красного Знамени. По воспоминаниям очевидцев того боя: 

Юрий Чечков и Саша Пунтус, были рядом, сражались отчаянно, ожесточённо, до последнего. Вели бой на главном направлении. При сдерживании душманов приняли огонь на себя. Проявили жертвенность, прикрывая собой отход бойцов всего отряда. В магазине автомата Пунтуса остался только один патрон. По оценке экспертов, в Сашу и Юру стреляли даже в мёртвых. На телах Юры Чечкова и Александра Пунтуса, когда их нашли, насчитали по тридцать с лишним ран. Смерть они приняли мученическую. Добивали их душманы в упор…
Похоронен на Гарнизонном кладбище в городе Бресте вместе с Александром Пунтусом.

## Награды
- Орден Красного Знамени (1980 — посмертно)
- Орден Красной Звезды (1980)[3][4][5][6][7]

## Память
- Имя Чечкова было выбито на Памятнике воинам-интернационалистам установленном на Поклонной горе в парке Победы города Москвы[1]
- Имя Чечкова было выбито на плите мемориального комплекса «Сынам Отчизны, которые погибли за её пределами» на Острове Мужества и Скорби в Минске[1]
- В учебном корпусе Уральского государственного педагогического университета в память о Юрии Чечкове была установлена мемориальная доска[8]